# José Manuel de Vadillo
José Manuel de Vadillo (Cádiz, 1777 - ibídem, 1858) fue un político y escritor español.

## Biografía
Fue alcalde de Cádiz, Consejero de Estado y Secretario (ministro) del Despacho de la Gobernación y de Ultramar (5 de agosto de 1822 - 7 de mayo de 1823), además, ocupó el cargo de Secretario de Estado de forma interina entre el 25 de abril y el 7 de mayo de 1823. Posteriormente, fue Senador por la provincia de Jaén entre 1837 y 1838. Fue el primer presidente de la Diputación de Jaén, constituida en 1813, un año después de que se promulgara la Constitución de Cádiz. Durante el trienio Liberal fue alcalde de Cádiz y diputado en Cortes. Con la vuelta del absolutismo en España en 1823, se exilió en Londres, pasó luego a Gibraltar. Las presiones de la monarquía española logró su expulsión de Gibraltar y marchó a París hasta que en 1833, la amnistía del Gobierno de María Cristina le permitió su vuelta a España.
También fue presidente de la Academia de Bellas Artes de Cádiz y de la Sociedad de Económica de Amigos del País. Legó a la Biblioteca Provincial 8500 volúmenes.